# 비트 해프닝
비트 해프닝 (Beat Happening) 은 미국의 인디 록 밴드다. DIY 에토스를 기반으로 원시적인 녹음과 연주로 미국 로파이 록 운동을 이끌었으며 직접적으로는 트위팝의 시조라 불린다.

## 역사
1982년 워싱턴주 에버그린 주립 대학에서 캘빈 존슨을 주축으로 결성되었다. 밴드명은 브렛의 여자친구가 만든 학생 영화 비트족 소동Beatnik Happening에서 따왔다고 한다. 초기엔 동네에 공연하는 정도였다가 브렛이 들어오고 일본 갔다오면서 본격적으로 녹음 뮤지션 노선을 타게 된다. 몇 개의 카세트테이프 데모를 녹음한 뒤 1985년에 발표한 동명 데뷔 앨범으로 주목받게 되고, 기량 향상이 돋보이는 두번째 앨범인 Jamboree를 발표하면서 워싱턴 로컬 씬을 넘어선 전국적인 인지도를 얻게 된다. 이 Jamboree엔 그토록 유명한 Indian Summer와 Bewitched가 실려있으며 지금도 비트 해프닝의 대표작이자 1980년대 미국 인디 록 걸작으로 꼽힌다.
이후 크램스의 영향을 받아 거칠어진 Black Candy와 한층 성숙해진 또다른 걸작 Dreamy, 음악적으로 완숙기에 다다른 You Turn Me On 등 다섯장의 앨범을 내고 1992년 무기한 휴식 상태에 들어갔다. 2000년 8년만에 새 싱글 "Angel Gone"을 내놓았지만 그 이후 새로운 활동은 보이지 않고 있다.

## 영향
비트 해프닝의 음악적 태도는 DIY에 기반한 아마추어리즘으로 요약할 수 있다. 멤버 중 한 명인 브렛 런즈포드는 결성 전까지 악기라곤 전혀 다루지 못했으며 시작했을 당시엔 마라카스와 낡은 기타 하나 밖에 없었다고 한다. 이 에피소드에서 볼 수 있듯이 비트 해프닝은 펑크 록의 아마추어 에토스에 영감을 강하게 받았다. 심지어 즉흥성을 해친다고 공연 리허설도 거절했을 정도. 'Bewitched' 같은 곡은 잘못 튜닝한 기타를 그대로 썼다고 한다. 보컬도 잘 부르는 것과 거리가 먼, 게으르고 대충대충 음정을 맞춘다. 이런 태도는 페이브먼트나 다이노서 주니어 같은 슬래커 밴드들에 큰 영향을 미쳤다. 너바나의 커트 코베인도 여러번 언론에서 이들에 대한 존경심을 밝히면서 이들이 알려질 계기를 제공해줬다.
음악적 성향은 벨벳 언더그라운드와 바이올런트 펨, 시드 바렛, R.E.M.의 영향을 받은 시끄러우면서도 달콤한 포스트 펑크 기반의 팝을 구사하고 있다. 푸가지나 마이너 스레트 같은 강성 하드코어 펑크 밴드들하고 친하게 지내며 영향을 받았지만 컨트리와 포크, 버블검 팝 영향도 상당히 받았다. 이 때문에 펑크 록과 얼터너티브 록, 인디 팝 간의 가교 역할을 해냈다는 평가를 받는다.
또한 당시 하드코어 펑크 밴드들과 달리 덜 위협적이였던 무대 매너와 여성 드러머였던 헤더 루이스는 라이엇 걸 운동에도 영향을 미쳤다.

## 음반 목록
- 1985 - Beat Happening
- 1988 - Jamboree
- 1989 - Black Candy
- 1991 - Dreamy
- 1992 - You Turn Me On